# 데이지 (기술 표준)

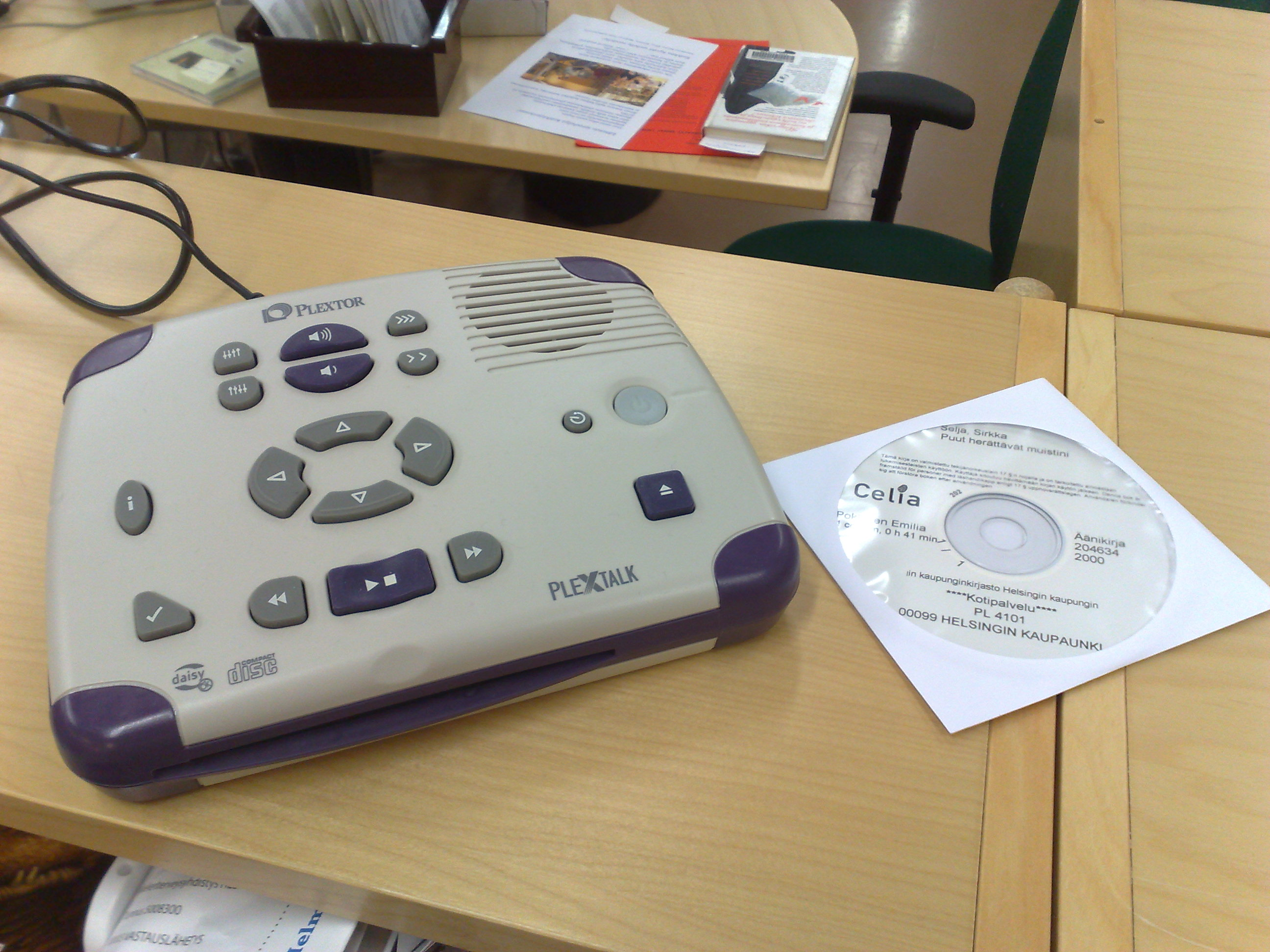
데이지 플레이어와 오디오북.

데이지(Digital Accessible Information System, DAISY)는 디지털 오디오북, 정기간행물, 컴퓨터 처리된 텍스트를 위한 기술 표준이다. 데이지는 인쇄물을 오디오로 온전히 대체하도록 설계되었으며 특히 시각 장애, 난독증 등 인쇄물 이용 장애가 있는 사람들이 사용하도록 설계되었다. MP3, XML 포맷 기반의 데이지 포맷은 전통적인 오디오북의 기능 외에 여러 고급 기능들을 제공한다. 사용자는 검색하고 책갈피를 꽂으며 줄별로 정확히 탐색하며 왜곡 없이 말하기 속도를 조정할 수 있다. 또, 데이지는 청각 접근이 가능한 표, 각주, 추가 정보를 제공한다. 그 결과, 데이지를 통해 시각 장애가 있는 청자들이 백과사전이나 교과서처럼 복잡한 것을 살피는 것을 가능케 한다.
데이지 멀티미디어는 책, 잡지, 신문, 저널, 컴퓨터 처리된 텍스트, 텍스트와 오디오의 동기화된 표현이 가능하다. 이미지, 그래픽스, MathML 등 임베디드 오브젝트를 포함한 콘텐츠에 대해 최대 6개의 임베디드 내비게이션 레벨을 제공한다. 데이지 표준에서 내비게이션은 오디오와 동기화된 (마크업 형식의) 텍스트로 구성된 순차적, 계층적 구조로 활성화된다. 데이지 2는 XHTML과 SMIL에 기반을 두었다. 데이지 3 또한 XML에 기반을 둔 더 새로운 기술이며 ANSI/NISO Z39.86-2005라는 이름으로 표준화되었다.
데이지 컨소시엄은 1996년 설립되었으며 인쇄물 이용 장애가 있는 사람들을 위한 공정한 접근방식을 개발하는 국제 단체들로 구성된다. 이 컨소시엄은 DAISY/NISO 표준의 공식 관리 기관으로서 NISO에 의해 선정되었다.